# HMS Invincible (1907)
HMS Invincible var en brittisk slagkryssare av Invincible-klass som Storbritannien använde i första världskriget. Fartyget var det namngivande skeppet av sin klass som kom att omfatta tre fartyg. HMS Invincible var även världens första slagkryssare. Hon sänktes under slaget vid Jylland den 31 maj 1916.